# Норфолкское верри

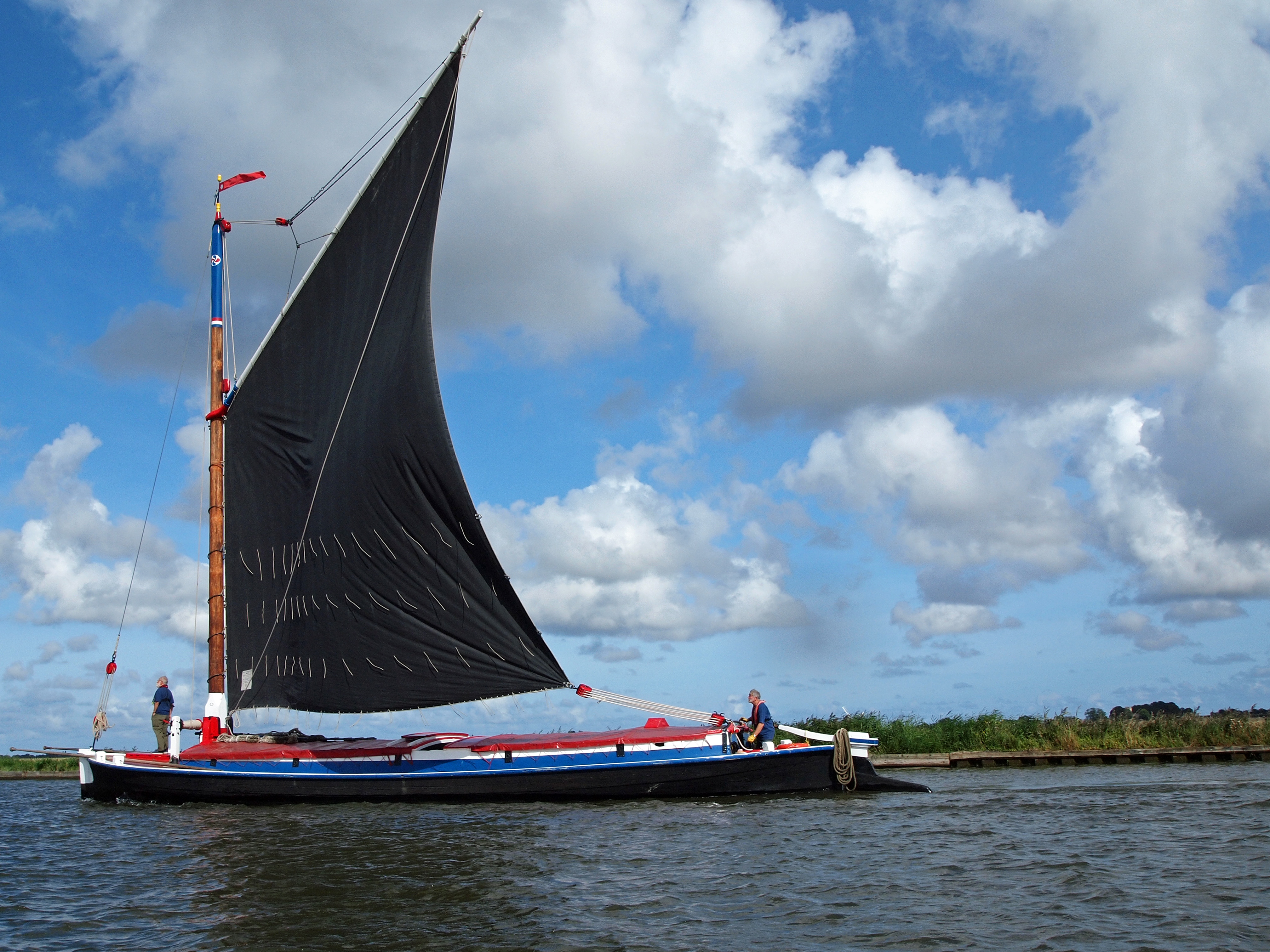
Норфолкское верри

Норфолкское верри (англ. Norfolk wherry) — разновидность парусных барж, которые широко использовались на главных реках Суффолка и Норфолка.

## Описание
Обычно типичное норфолкское верри несло на себе одну мачту с одним парусом, верхний кормовой угол которого заводился на значительную высоту. При этом, вывешенную рею с парусом можно было приспускать вниз для свободного прохождения под мостами. Корпус такого судна имел заострённые оконечности, грузоподъёмность варьировалась от 30 до 60 тонн. С совершенствованием техники на них стали устанавливаться паровые двигатели.